# Fahéjmellű császárgalamb
A fahéjmellű császárgalamb (Ducula basilica) a madarak osztályának galambalakúak (Columbiformes) rendjébe és a galambfélék (Columbidae) családjába tartozó faj.

## Előfordulása
Indonéziában honos. Trópusi és szubtrópusi erdők lakója.

## Alfajai
- Ducula basilica  basilica
- Ducula basilica obiensis